# Allardville
 Coordenadas : formato inválido
Alardville é uma comunidade rural localizada na província canadense de New Brunswick. A comunidade está localizada no condado de Gloucester.
Fica ao sul de Bathurst, a comunidade foi nomeada em homenagem ao Monsenhor Jean Joseph August Allard.
Sua população é de 2.151 habitantes.